# Ersa, Haute-Corse
Ersa là một xã của tỉnh Haute-Corse trên đảo Corse, Pháp. Xã này có diện tích 20,45 km², dân số năm 1999 là 135 người. Khu vực này có độ cao trung bình 260 mét trên mực nước biển.